# Combon
Combon – miejscowość i gmina we Francji, w regionie Normandia, w departamencie Eure.
Według danych na rok 1990 gminę zamieszkiwały 554 osoby, a gęstość zaludnienia wynosiła 34 osoby/km² (wśród 1421 gmin Górnej Normandii Combon plasuje się na 418. miejscu pod względem liczby ludności, natomiast pod względem powierzchni na miejscu 110.).